# Ricci-tensor
De riccitensor is een wiskundig object uit de differentiaalmeetkunde, genoemd naar Gregorio Ricci-Curbastro. Het is een object dat uitdrukt in welke mate een ruimte verschilt van de euclidische ruimte. Er kan ook een meetkundige interpretatie worden gegeven aan de riccitensor, namelijk de verstoring van een eenheidsvolume in de gegeven ruimte.
De riccitensor staat in het linker lid van de einstein-vergelijking.

## Definitie
Net als de metrische tensor is de riccitensor een symmetrische bilineaire vorm op de raakruimte van een pseudo-riemannvariëteit De riccitensor is het spoor van de krommingstensor van Riemann over twee van de vier indices.
Meer precies, stel dat {\displaystyle (M,g)} een {\displaystyle n}-dimensionale pseudo-riemannvariëteit is. Noteer met {\displaystyle T_{p}M} de raakbundel van {\displaystyle M} ter hoogte van {\displaystyle p}. Voor elk paar vectoren
{\displaystyle \xi ,\eta \in T_{p}M}
in de raakruimte, wordt de riccitensor {\displaystyle \mathrm {Ric} (\xi ,\eta )} gedefinieerd als het spoor van de lineaire afbeelding van
{\displaystyle T_{p}M\to T_{p}M}
gegeven door
{\displaystyle \zeta \mapsto R(\zeta ,\eta )\xi }
met {\displaystyle R} de riemanntensor.
Concreter, gegeven een bepaald coördinatenstelsel, kunnen we dit in componenten uitschrijven als
{\displaystyle \operatorname {Ric} =R_{ij}\ dx^{i}\otimes dx^{j}}.
De coëfficiënten {\displaystyle R_{ij}} worden dan in de einstein-sommatieconventie gegeven door
{\displaystyle R_{ij}={R^{k}}_{ikj}}.
De riccitensor is dus het spoor van de krommingstensor van Riemann. In termen van de christoffelsymbolen wordt de riccitensor gegeven door:
{\displaystyle R_{\sigma \nu }={R^{\rho }}_{\sigma \rho \nu }={\Gamma _{\nu \sigma }^{\rho }}_{,\rho }-\Gamma _{\rho \sigma ,\nu }^{\rho }+\Gamma _{\rho \lambda }^{\rho }\Gamma _{\nu \sigma }^{\lambda }-\Gamma _{\nu \lambda }^{\rho }\Gamma _{\rho \sigma }^{\lambda }},
waarbij differentiëren met een komma wordt genoteerd: de toevoeging
{\displaystyle ,\rho }
is een verkorte notatie voor toepassing van {\displaystyle {\frac {\partial }{\partial x^{\rho }}}} op de betreffende grootheid.
De ricci-tensor heeft verder de eigenschap symmetrisch te zijn:
{\displaystyle R_{ij}=R_{ji}}.
De dimensie van {\displaystyle R_{\mu \nu }} is één gedeeld door de dimensie van de {\displaystyle \mu '}-de coördinaat, en gedeeld door de dimensie van de {\displaystyle \nu '}-de coördinaat.
Een variëteit met {\displaystyle R_{ij}=0} noemen we ook wel riccivlak. In de relativiteitstheorie zijn riccivlakke ruimtes de vacuüm-oplossingen voor de ruimtetijd.